# Fridiano Cavara
Fridiano Cavara (ur. 17 listopada 1857 w Mongardino, zm. 25 czerwca 1929 w Neapolu) – włoski botanik i mykolog.
W 1885 r. ukończył studia przyrodnicze na Uniwersytecie Bolońskim i rozpoczął karierę akademicką, obejmując stanowisko asystenta na Uniwersytecie w Pawii, który w tym czasie był jednym z głównych ośrodków zajmujących się roślinami kryptogamicznymi. Tutaj zajął się mykologią i fitopatologią. W ciągu kilku lat stał się jednym z najbardziej utalentowanych mykologów tamtych czasów. W 1886 r. wygrał konkurs na katedrę botaniki w Królewskim Instytucie Leśnym Vallombrosa. Pracował tutaj do 1900 r., objął również stanowisko prefekta sąsiedniego eksperymentalnego ogrodu botanicznego. W 1901 roku objął katedrę botaniki na Uniwersytecie w Cagliari, a w 1903 roku przeszedł na Uniwersytet w Katanii.
W Katanii utworzył alpejski ogród botaniczny na południowym stoku Etny. W 1906 roku wygrał konkurs na katedrę na Uniwersytecie w Neapolu, gdzie zajął się dydaktyką oraz zarządzaniem miejscowym ogrodem botanicznym. Pod jego kierownictwem powiększono zbiory i tereny uprawne, odzyskano istniejącą i przystąpiono do budowy nowej siedziby oraz założono stację doświadczalnej uprawy roślin leczniczych. Pełnił też wiele funkcji społecznych: był członkiem komisji ds. badań agrologicznych Trypolitanii, a następnie ds. Cyrenajki, przewodniczącym komisji ds. badań włoskich ras pszenicy, członkiem komisji ds. badań Parku Narodowego Sila, członkiem komisji obrony zabytków i krajobrazu, komisji Ligi Narodów ds. produkcji opium w Persji. Wreszcie był członkiem korespondentem Deutschen Botanische Gesellschaft w Berlinie, Lombard Institute of Sciences and Letters, Accademia Nazionale dei Lincei, Akademii Nauk Fizycznych i Matematycznych w Neapolu.
Opublikował prace o florze i mykobiocie południowej części wyspy Sardynia, ale także wiele innych prac. Do nazw naukowych opisanych przez niego taksonów dodawane jest jego nazwisko Cavara.